# 鈴木孝雄 (政治家)
鈴木 孝雄（すずき こうゆう、1937年〈昭和12年〉2月10日 - ）は、日本の政治家。元青森県南津軽郡田舎館村長（5期）。旭日小綬章受章。

## 来歴
田舎館村出身。青森県立黒石高等学校卒業後、家業の農業に従事。1983年10月に田舎館村議会議員になる。1991年10月1日から1995年9月30日まで第12代同副議長を、同年10月2日から2001年3月9日まで、第18・19代同議長を務めた。

### 村議会議長選挙での事前収賄で有罪判決
1999年10月1日に行われた田舎館村議会議長選挙に絡み、9月4日に阿部潤司村議から現金30万円を受け取り投票を約束したとして、2001年2月9日に収賄の疑いで逮捕された。鈴木は賄賂を飲食代などに使ったものの別の村議から議長選に出馬するよう説得されたため賄賂を阿部に返金した上で議長選に立候補、阿部との一騎打ちとなったが議長に再選した。
鈴木は2001年3月9日付で議長を辞任。5月24日に青森地裁弘前支部で開かれた1審で懲役1年６ヶ月・執行猶予3年・追徴金30万円の有罪判決を言い渡された。鈴木は6月11日付で議員辞職。判決を不服として仙台高裁秋田支部に控訴したが、のちに控訴を取り下げ有罪判決が確定した。

### 2004年田舎館村長選挙
2004年田舎館村長選挙に出馬。現職を破って初当選、同年11月18日に就任した。※当日有権者数：7,294人 最終投票率：80.75%（前回比：-pts）
| 候補者名 | 年齢 | 所属党派 | 新旧別 | 得票数  | 得票率 | 推薦・支持 |
| -------- | ---- | -------- | ------ | ------- | ------ | ---------- |
| 鈴木孝雄 | 67   | 無所属   | 新     | 3,571票 | 61.7%  | -          |
| 佐藤隆司 | 60   | 無所属   | 現     | 2,217票 | 38.3%  | -          |

### 2008年田舎館村長選挙
元職との一騎打ちとなったが、破って再選を果たした。
※当日有権者数：7,173人 最終投票率：79.87%（前回比：0.88pts）
| 候補者名 | 年齢 | 所属党派 | 新旧別 | 得票数  | 得票率 | 推薦・支持 |
| -------- | ---- | -------- | ------ | ------- | ------ | ---------- |
| 鈴木孝雄 | 71   | 無所属   | 現     | 3,299票 | 58.6%  | -          |
| 佐藤隆司 | 64   | 無所属   | 元     | 2,335票 | 41.4%  | -          |

### 2012年田舎館村長選挙
新人との争いになったが、破って3選を果たした。
※当日有権者数：6,927人 最終投票率：70.85%（前回比：9.02pts）
| 候補者名 | 年齢 | 所属党派 | 新旧別 | 得票数  | 得票率 | 推薦・支持 |
| -------- | ---- | -------- | ------ | ------- | ------ | ---------- |
| 鈴木孝雄 | 75   | 無所属   | 現     | 2,777票 | 57.1%  | -          |
| 工藤栄治 | 65   | 無所属   | 新     | 2,089票 | 42.9%  | -          |

### 2016年田舎館村長選挙
前回争った新人に1人加えて、3人での争いとなったが、いずれも破って4選を果たした。
※当日有権者数：6,895人 最終投票率：73.49%（前回比：2.64pts）
| 候補者名 | 年齢 | 所属党派 | 新旧別 | 得票数  | 得票率 | 推薦・支持 |
| -------- | ---- | -------- | ------ | ------- | ------ | ---------- |
| 鈴木孝雄 | 79   | 無所属   | 現     | 2,160票 | 42.9%  | -          |
| 工藤栄治 | 69   | -        | 新     | 1,711票 | 34.0%  | -          |
| 阿部潤司 | 68   | -        | 新     | 1,162票 | 23.1%  | -          |

2019年6月に、青森放送の社外監査役に就任した。

### 2020年田舎館村長選挙
前回3位の新人と、別の新人との3人での争いになったが、いずれも破って5選を果たした。
※当日有権者数：-人 最終投票率：70.97%（前回比：2.52pts）
| 候補者名 | 年齢 | 所属党派 | 新旧別 | 得票数      | 得票率 | 推薦・支持 |
| -------- | ---- | -------- | ------ | ----------- | ------ | ---------- |
| 鈴木孝雄 | 83   | 無所属   | 現     | 1,914.622票 | 41.2%  | -          |
| 阿部潤司 | 72   | 無所属   | 新     | 1,569票     | 33.8%  | -          |
| 鈴木和久 | 63   | 無所属   | 新     | 1,163.37票  | 25.0%  | -          |

2024年2月4日、それまで全国最年長首長だった新潟県出雲崎町長の小林則幸の退任により、全国最年長首長となった。
同年3月4日、11月17日の任期満了をもって引退し、次期村長選には出馬しないことを表明した。2025年3月 高齢者叙勲において地方自治功労により旭日小綬章を受章。